# 24-Stunden-Rennen von Le Mans 2001

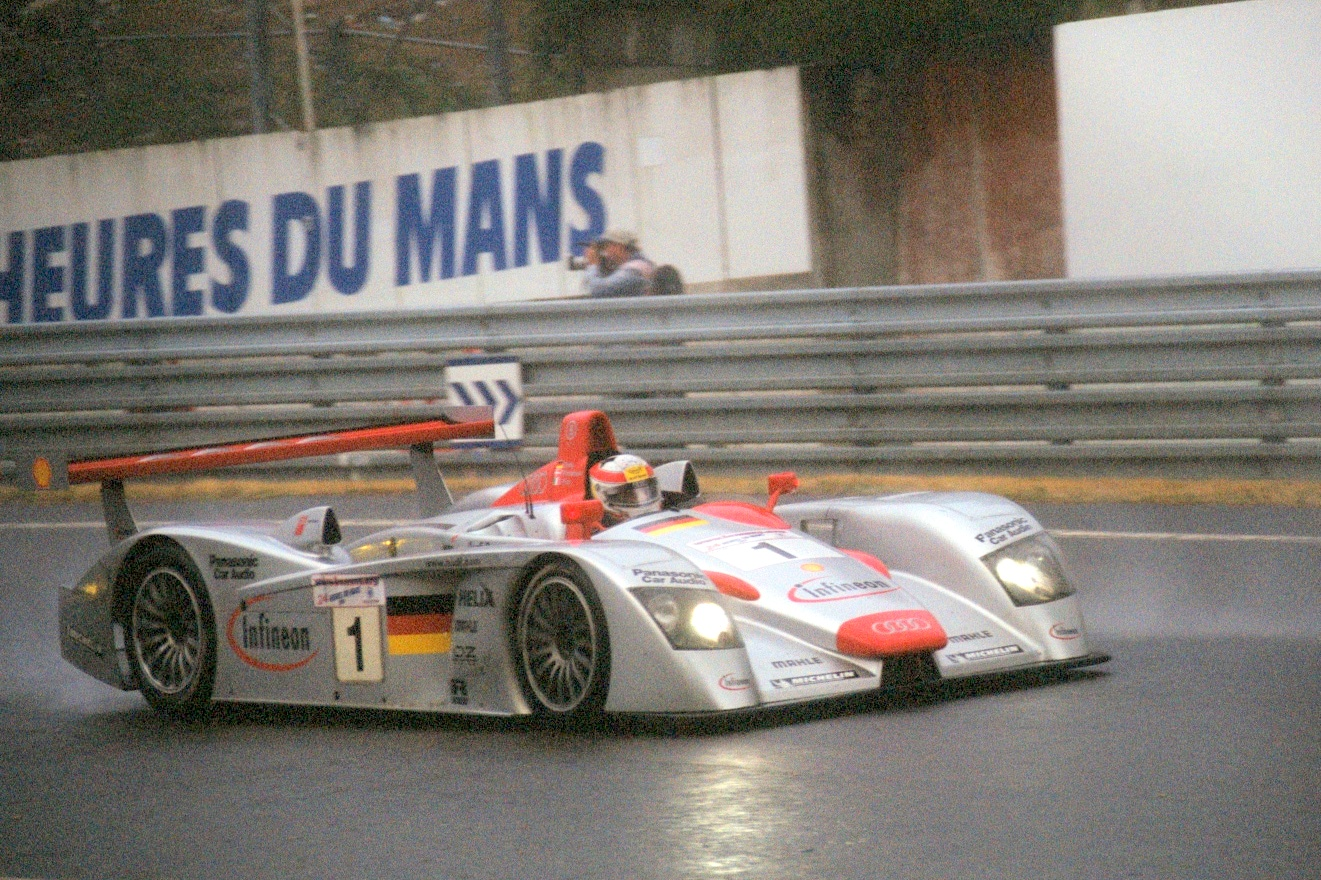
Der siegreiche Audi R8 von Frank Biela, Emanuele Pirro und Tom Kristensen im Regen

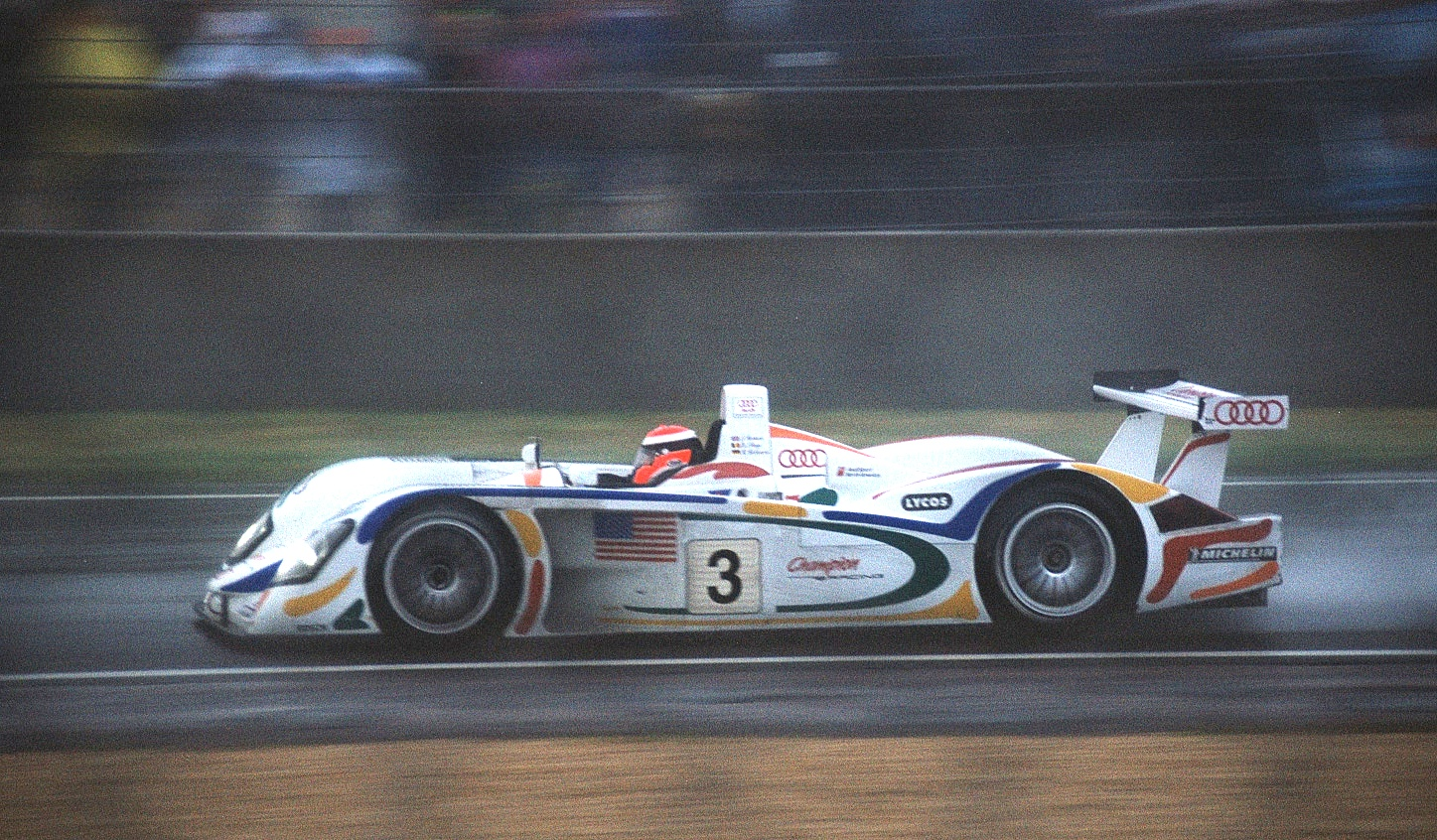
Der ausgefallene Audi R8 von Johnny Herbert, Didier Theys und Ralf Kelleners

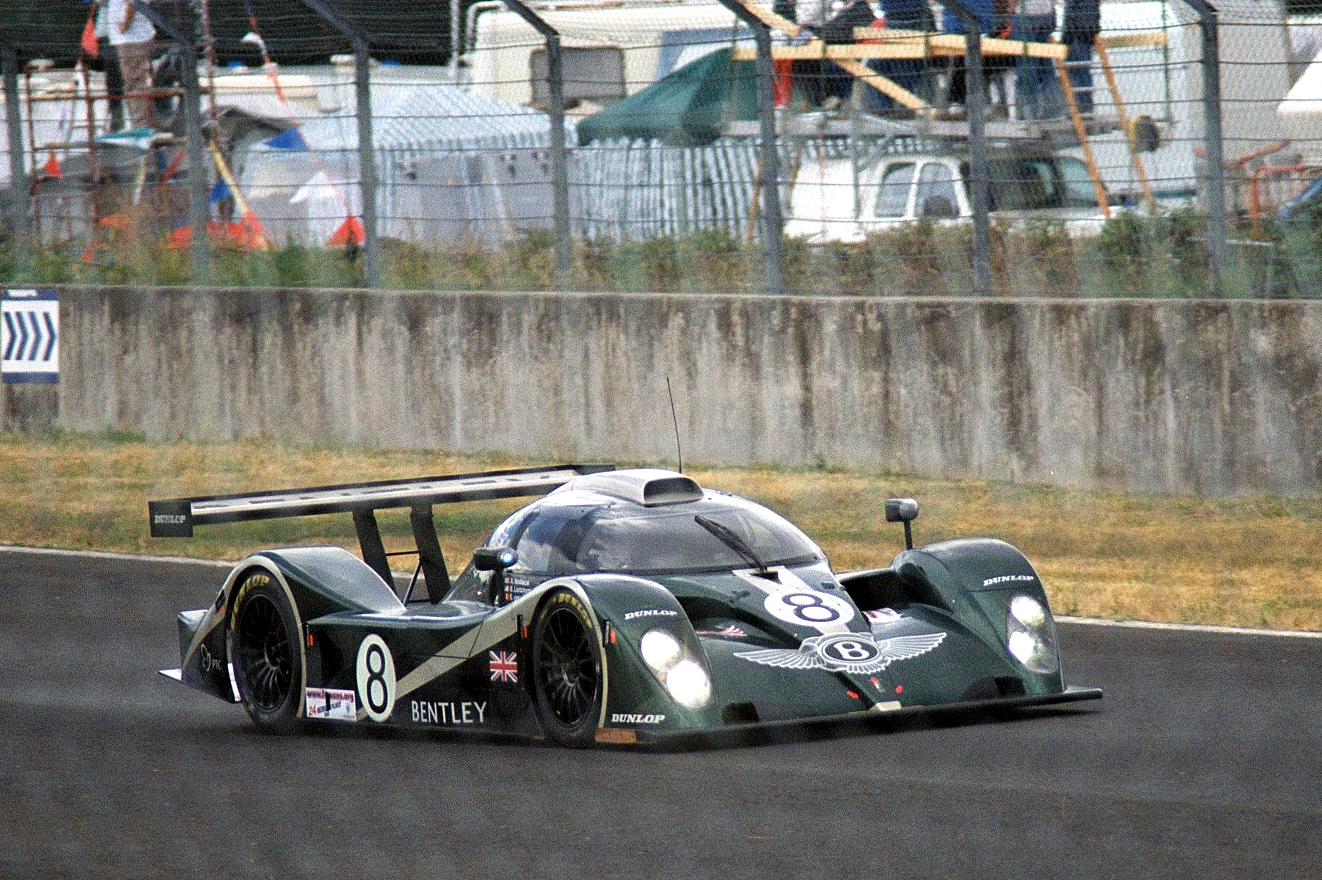
Der drittplatzierte Bentley EXP Speed von Andy Wallace, Butch Leitzinger und Eric van de Poele

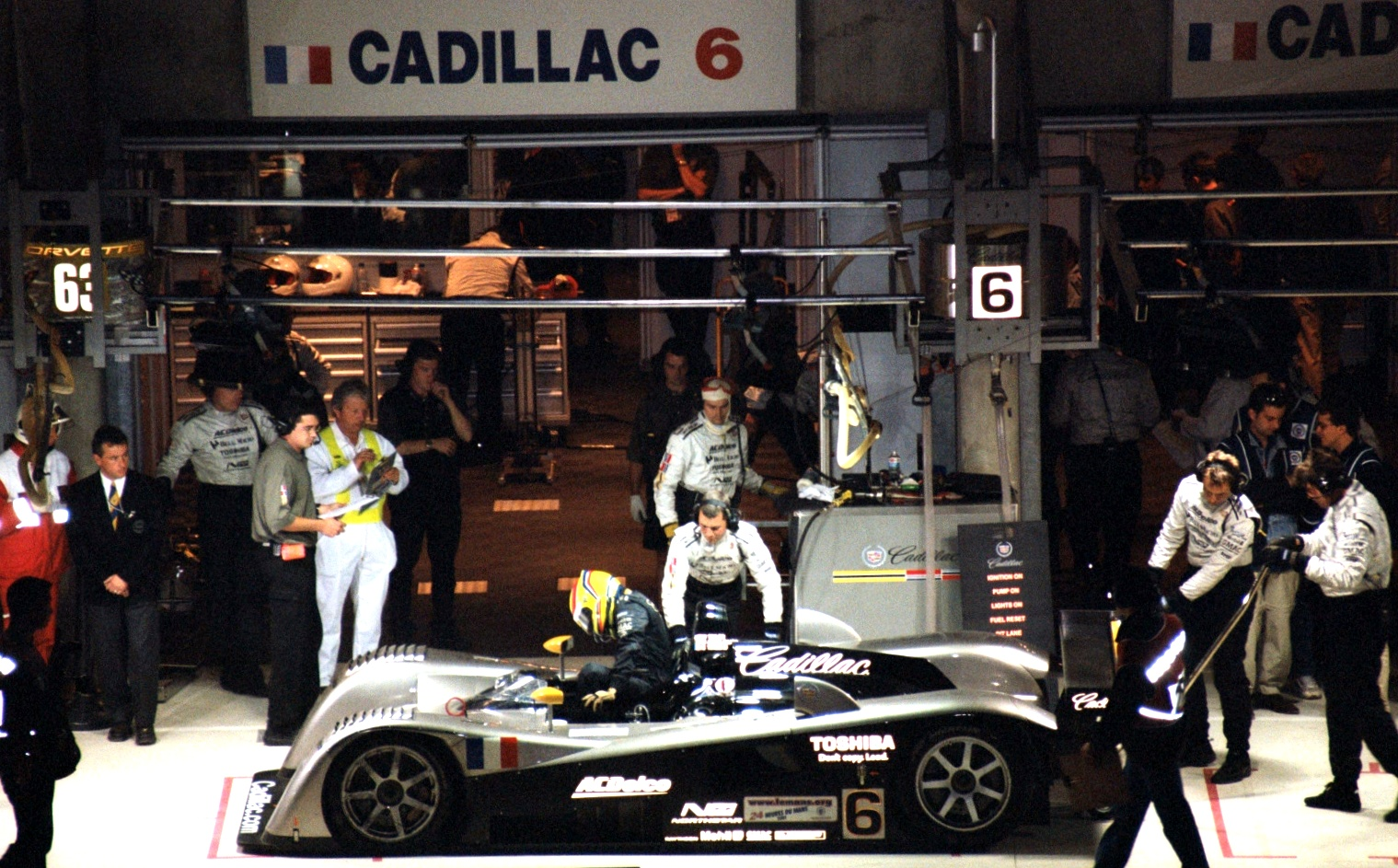
Boxenstopp beim Cadillac Northstar LMP mit der Startnummer 6

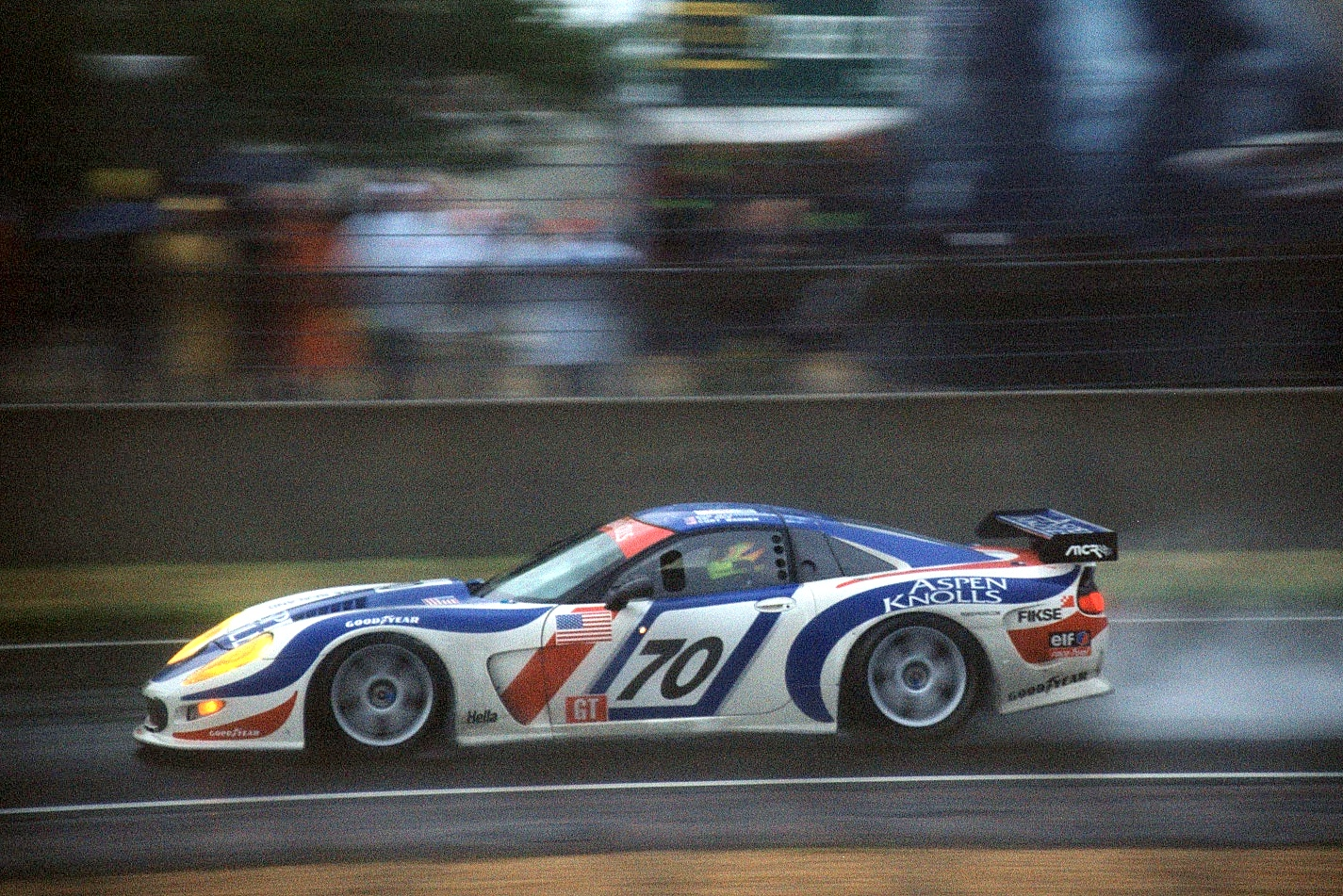
Langer Vorderwagen für den 7-Liter-Chevrolet-Motor: Callaway C12-R

Das 69. 24-Stunden-Rennen von Le Mans, der 69e Grand Prix d’Endurance les 24 Heures du Mans, auch 24 Heures du Mans, Circuit de la Sarthe, Le Mans, fand vom 16. bis 17. Juni 2001 auf dem Circuit des 24 Heures statt.

## Das Rennen

### Vor dem Rennen
Das größte Interesse beim Fachpublikum und den vielen Tausenden britischen Zuschauern war die Rückkehr von Bentley nach Le Mans. Der britische Produzent von Luxusfahrzeugen gehörte seit 1998 zum Volkswagen-Konzern und hatte in den 1920er- und frühen 1930er-Jahren mit den Bentley Boys am Steuer dominiert. Den ersten Sieg gab es 1927 durch Dudley Benjafield und Sammy Davis in einem Bentley Super Sport. Den letzten Erfolg feierten 1939 Woolf Barnato und Glen Kidston im Bentley Speed Six Old Number One nach einem langen Zweikampf gegen Rudolf Caracciola und Christian Werner im Mercedes-Benz SS.
Der Bentley EXP 8 war ein nach dem Reglement des Automobile Club de l’Ouest (ACO) gebauter Rennwagen der Prototypenklasse LMGTP die 2001 wieder zugelassen war. Unter Leitung von Chefkonstrukteur Peter Elleray wurde der Wagen aus den Plänen und dem verfügbaren Modell des Audi R8C weiterentwickelt, einer geschlossenen Variante des Audi R8, die nur einmal, 1999, zu einem Renneinsatz gekommen war und die Audi wieder fallen gelassen hatte. Der Wagen wurde bei RTN (Racing Technology Norfolk) entwickelt und gebaut. Erstes Antriebsaggregat war 2001 der turbogeladene 3,6-Liter-V8-Motor des R8 von Konzernschwester Audi. Das Sechsganggetriebe hingegen entwickelte XTrac eigens für dieses Fahrzeug. Im Gegensatz zu Audi, die mit Michelin-Reifen fuhren, entschied sich Bentley für Rennreifen von Dunlop. Gefahren wurde der Wagen von Andy Wallace, Butch Leitzinger, Eric van de Poele, Martin Brundle, Stéphane Ortelli und Guy Smith.
Eine weitere Neuentwicklung war der Dallara SP1. Nach dem Ende der Entwicklung der Chrysler Viper GTS-R suchte die Teamführung von ORECA ein brauchbares Rennfahrzeug. ORECA war damals ein Rennteam und noch kein Hersteller. Dallara hatte zu dieser Zeit mit der Entwicklung eines Sportwagenchassis begonnen, dem SP1. Dieses Fahrzeug schien passend und ORECA und Dallara entwickelten das Rennfahrzeug gemeinsam fertig. Die Fahrzeuge erhielten die Bezeichnung Chrysler LMP und gingen 2001 mit einem 6-Liter-V8-Motor der Chrysler-Tochter-Mopar in an den Start.
Weitere neue Wagen war der Dome S101 und der MG-Lola EX257. Als man bei MG eine Möglichkeit sah, mit einem serienbasierten Motor in der LMP675-Klasse mitmischen zu können, beschloss die Geschäftsleitung, sich in der neuen Klasse mit Hilfe von Lola Cars International zu engagieren. Lola hatte im Jahr 2000 bereits zwei Rennwagen, den B2K/10 und den B2K/40, gebaut, aber diese entsprachen nicht dem neuen LMP675-Reglement. Lola musste daher einen komplett neuen Prototyp mit geringerem Gewicht und einem kleineren Motor nach LMP675-Vorschrift bauen. Da der B2K/40 diesen neuen Regeln eher entsprach, wurden von ihm viele Details für das neue Auto übernommen, das Lola B01/60 taufte. Die Konstruktion der vorderen Kotflügel des B01/60 entsprach fast der des B2K/40, aber die leicht angehobene Nase des Wagens war ganz anders ausgelegt und besaß eine große, quadratische Airbox, die wie ein MG-Kühlergrill gestaltet war. Auch die Seitenkästen waren ganz anders gestaltet und hatten fließende Linien, um die Aerodynamik innen und außen am Auto zu verbessern. Eine große, einzelne Luftansaugöffnung war oben am Fahrzeug etwas seitlich vom Cockpit angebracht und beherbergte den Ansaugstutzen des Turboladers. Wie beim Audi R8 stand ein einzelner Überrollbügel hinter dem Fahrer, anstatt die komplette Cockpitbreite einzunehmen. Hinten war der Luftleitflügel niedrig am Fahrwerk montiert, um die erreichbare Höchstgeschwindigkeit zu steigern. Schließlich war der EX257 sehr leicht und erreichte bei seiner Vorstellung nur ein Gewicht von 690 kg (675 kg war das reguläre Mindestgewicht). Als Fahrer wurden Julian Bailey, Mark Blundell, Kevin McGarrity, Anthony Reid, Warren Hughes und Jonny Kane verpflichtet.
Favoriten auf den Gesamtsieg waren auch 2001 die von Joest Racing betreuten Audi R8.

### Der Rennverlauf
Das Rennen 2001 war vor allem von einem geprägt, dem schlechten Wetter. Es regnete fast durchgehend und zwischendurch stand so viel Wasser auf der Straße, dass die Rennleitung die Safety Cars auf die Strecke schicken musste. Die Elektronik der Fahrzeuge litt und fast alle Fahrer sprachen von den schlimmsten Fahrverhältnissen, die sie jemals vorgefunden hatten.
Zu Beginn sah es nach einem spannenden Rennverlauf aus, obwohl die Fahrer wegen der widrigen Verhältnisse Zweikämpfe auf der Strecke mieden. Nach einer Stunde zeigte sich ein ungewöhnliches Klassement. In Führung lag Martin Brundle im Bentley, vor Klaus Graf im Panoz LMP07 (der wenig später sogar kurz in Führung lag), dem besten Audi mit Frank Biela am Steuer, dem Dome von John Nielsen und dem Courage C60 mit Sébastien Bourdais am Steuer. Der MG mit der Nummer 33 kam bis an die dritte Stelle vor und konnte im Regen das Tempo der LMP900-Wagen problemlos mitgehen.
Über die Distanz war die Audi R8 jedoch nicht zu schlagen. Trotz des offenen Spyders kam das Team um Wolfgang Ullrich und Reinhold Joest mit den widrigen Umständen am besten zurecht und feierte am Ende einen Doppelsieg, bei dem die Vorjahressieger Frank Biela, Emanuele Pirro und Tom Kristensen den Triumph wiederholen konnten. Der drittplatzierte Bentley hatte bereits einen Rückstand von 15 Runden. Die zum zweiten Mal eingesetzten Cadillac Northstar LMP waren erneut chancenlos. Der einzige Wagen im Ziel hatte 51 Runden Rückstand auf den Siegerwagen.
In der LMP675 gab es nach dem Ausfall der MG einen Klassensieg für VW als Motorenlieferant der Reynard 2KQ. In der GTS-Klasse siegte Chevrolet mit der Corvette C5-R. Die größte Überraschung war der Porsche 911 GT3-RS von Luca Drudi, Gabrio Rosa und Fabio Babini, der nicht nur die GT-Klasse gewann, sondern das Rennen an der sechsten Stelle der Gesamtwertung beendete.

## Ergebnisse

### Piloten nach Nationen
| 44 Franzosen   | 21 Briten   | 16 US-Amerikaner | 10 Belgier     | 8 Japaner      |
| 7 Italiener    | 5 Deutsche  | 4 Dänen          | 4 Kanadier     | 4 Niederländer |
| 3 Portugiesen  | 3 Schweizer | 3 Südafrikaner   | 2 Südafrikaner | 2 Schweden     |
| 1 Australier   | 1 Ire       | 1 Finne          | 1 Marokkaner   | 1 Monegasse    |
| 1 Neuseeländer | 1 Spanier   | 1 Venezolaner    |                |                |

### Schlussklassement
| Pos.            | Klasse | Nr. | Team                          | Fahrer                                                    | Chassis                  | Motor                            | Reifen | Runden |
| --------------- | ------ | --- | ----------------------------- | --------------------------------------------------------- | ------------------------ | -------------------------------- | ------ | ------ |
| 1               | LMP900 | 1   | Audi Sport Team Joest         | Frank Biela Emanuele Pirro Tom Kristensen                 | Audi R8                  | Audi 3.6L Turbo V8               | M      | 321    |
| 2               | LMP900 | 2   | Audi Sport North America      | Laurent Aïello Rinaldo Capello Christian Pescatori        | Audi R8                  | Audi 3.6L Turbo V8               | M      | 320    |
| 3               | LMGTP  | 8   | Team Bentley                  | Andy Wallace Butch Leitzinger Eric van de Poele           | Bentley EXP Speed 8      | Audi 3.6L Turbo V8               | D      | 306    |
| 4               | LMP900 | 16  | Team PlayStation Oreca        | Olivier Beretta Karl Wendlinger Pedro Lamy                | Chrysler LMP 2001        | Chrysler Mopar 6.0L V8           | M      | 298    |
| 5               | LMP675 | 38  | ROC Auto                      | Jordi Gené Jean-Denis Delétraz Pascal Fabre               | Reynard 2KQ-LM           | Volkswagen HPT16 2.0L Turbo I4   | M      | 284    |
| 6               | GT     | 83  | Seikel Motorsport             | Gabrio Rosa Fabio Babini Luca Drudi                       | Porsche 911 GT3-RS       | Porsche 3.6L Flat-6              | Y      | 283    |
| 7               | GT     | 77  | Freisinger Motorsport         | Gunnar Jeannette Romain Dumas Philippe Haezebrouck        | Porsche 911 GT3-RS       | Porsche 3.6L Flat-6              | Y      | 282    |
| 8               | GTS    | 63  | Corvette Racing               | Ron Fellows Scott Pruett Johnny O’Connell                 | Chevrolet Corvette C5-R  | Chevrolet LS7R 7.0L V8           | G      | 278    |
| 9               | GT     | 75  | Perspective Racing            | Thierry Perrier Michel Neugarten Nigel Smith              | Porsche 911 GT3-RS       | Porsche 3.6L Flat-6              | D      | 275    |
| 10              | GT     | 80  | Larbre Compétition            | Jean-Luc Chéreau Patrice Goueslard Sébastien Dumez        | Porsche 911 GT3-RS       | Porsche 3.6L Flat-6              | M      | 274    |
| 11              | GT     | 72  | Team Taisan Advan             | Hideo Fukuyama Atsushi Yogō Kazuyuki Nishikawa            | Porsche 911 GT3-RS       | Porsche 3.6L Flat-6              | Y      | 273    |
| 12              | GT     | 82  | Seikel Motorsport             | Tony Burgess Max Cohen-Olivar Andrew Bagnall              | Porsche 911 GT3-RS       | Porsche 3.6L Flat-6              | Y      | 272    |
| 13              | LMP900 | 17  | Pescarolo Sport               | Sébastien Bourdais Jean-Christophe Boullion Laurent Redon | Courage C60              | Peugeot A32 3.2L Turbo V6        | M      | 271    |
| 14              | GTS    | 64  | Corvette Racing               | Andy Pilgrim Kelly Collins Franck Fréon                   | Chevrolet Corvette C5-R  | Chevrolet LS7R 7.0L V8           | G      | 271    |
| 15              | LMP900 | 6   | DAMS                          | Wayne Taylor Max Angelelli Christophe Tinseau             | Cadillac Northstar LMP01 | Cadillac Northstar 4.0L Turbo V8 | M      | 270    |
| 16              | GT     | 76  | PK Sport                      | Mike Youles David Warnock Stephen Day                     | Porsche 911 GT3-RS       | Porsche 3.6L Flat-6              | D      | 265    |
| 17              | GT     | 74  | Warm-Up Luc Alphand Aventures | Luc Alphand Michel Ligonnet Luis Marques                  | Porsche 911 GT3-RS       | Porsche 3.6L Flat-6              | M      | 265    |
| 18              | GTS    | 60  | Saleen-Allen Speedlab         | Franz Konrad Oliver Gavin Terry Borcheller                | Saleen S7-R              | Ford 7.0L V8                     | G      | 246    |
| 19              | LMP675 | 30  | Gerard Welter                 | Stéphane Daoudi Yōjirō Terada Jean-René de Fournoux       | WR LMP01                 | Peugeot 2.0L Turbo I4            | M      | 245    |
| 20              | GTS    | 58  | Larbre Compétition            | Christophe Bouchut Jean-Philippe Belloc Tiago Monteiro    | Chrysler Viper GTS-R     | Chrysler 8.0L V10                | M      | 234    |
| Nicht klassiert |        |     |                               |                                                           |                          |                                  |        |        |
| 21              | GT     | 79  | Noël del Bello Racing         | Sylvain Noël Jean-Luc Maury-Laribière Georges Forgeois    | Porsche 911 GT3-RS       | Porsche 3.6L Flat-6              | D      | 193    |
| Ausgefallen     |        |     |                               |                                                           |                          |                                  |        |        |
| 22              | LMP900 | 14  | Viper Team Oreca              | Seiji Ara Masahiko Kondō Ni Amorim                        | Chrysler LMP 2001        | Chrysler Mopar 6.0L V8           | M      | 243    |
| 23              | GTS    | 62  | Ecurie Ecosse                 | Johnny Mowlem Ian McKellar Bruno Lambert                  | Saleen S7-R              | Ford 7.0L V8                     | D      | 175    |
| 24              | LMP900 | 9   | Racing for Holland            | Jan Lammers Donny Crevels Val Hillebrand                  | Dome S101                | Judd GV4 4.0L V10                | M      | 156    |
| 25              | LMP900 | 20  | Team Ascari                   | Werner Lupberger Ben Collins Harri Toivonen               | Ascari A410              | Judd GV4 4.0L V10                | G      | 134    |
| 26              | LMP900 | 15  | Viper Team Oreca              | Yannick Dalmas Stéphane Sarrazin Franck Montagny          | Chrysler LMP 2001        | Chrysler Mopar 6.0L V8           | M      | 126    |
| 27              | GT     | 70  | Aspen Knolls Racing           | Bob Mazzuoccola Vic Rice Cort Wagner                      | Callaway C12-R           | Chevrolet 7.0L V8                | G      | 98     |
| 28              | LMP675 | 36  | Dick Barbour Racing           | Didier de Radiguès Sascha Maassen Hideshi Matsuda         | Reynard 01Q-LM           | Judd GV675 3.4L V8               | G      | 95     |
| 29              | LMP675 | 32  | Roock Knight Hawk Racing      | Claudia Hürtgen Rick Fairbanks Chris Gleason              | Lola B2K/40              | Nissan 3.4L V6                   | A      | 94     |
| 30              | LMP675 | 33  | MG Sport & Racing Ltd.        | Julian Bailey Mark Blundell Kevin McGarrity               | MG-Lola EX257            | MG AER XP20 2.0L Turbo I4        | M      | 92     |
| 31              | LMP900 | 11  | Panoz Motorsports             | Klaus Graf Jamie Davies Gary Formato                      | Panoz LMP07              | Élan Zytek 4.0L V8               | M      | 86     |
| 32              | LMP900 | 12  | Panoz Motorsports             | David Brabham Jan Magnussen Franck Lagorce                | Panoz LMP07              | Élan Zytek 4.0L V8               | M      | 85     |
| 33              | LMP900 | 3   | Champion Racing               | Johnny Herbert Didier Theys Ralf Kelleners                | Audi R8                  | Audi 3.6L Turbo V8               | M      | 81     |
| 34              | LMP900 | 10  | Team Den Blå Avis             | John Nielsen Hiroki Katō Casper Elgaard                   | Dome S101                | Judd GV4 4.0L V10                | G      | 66     |
| 35              | LMP900 | 21  | Team Ascari                   | Klaas Zwart Xavier Pompidou Scott Maxwell                 | Ascari A410              | Judd GV4 4.0L V10                | G      | 66     |
| 36              | GTS    | 55  | Paul Belmondo Racing          | Vincent Vosse Vanina Ickx Carl Rosenblad                  | Chrysler Viper GTS-R     | Chrysler 8.0L V10                | D      | 61     |
| 37              | LMGTP  | 7   | Team Bentley                  | Martin Brundle Stéphane Ortelli Guy Smith                 | Bentley EXP Speed 8      | Audi 3.6L Turbo V8               | D      | 56     |
| 38              | LMP900 | 5   | DAMS                          | Éric Bernard Emmanuel Collard Marc Goossens               | Cadillac Northstar LMP01 | Cadillac Northstar 4.0L Turbo V8 | M      | 56     |
| 39              | LMP900 | 19  | SMG Compétition               | Philippe Gache Jérôme Policand Anthony Beltoise           | Courage C60              | Judd GV4 4.0L V10                | M      | 51     |
| 40              | GTS    | 56  | Paul Belmondo Racing          | Grégoire de Galzain Anthony Kumpen Jean-Claude Lagniez    | Chrysler Viper GTS-R     | Chrysler 8.0L V10                | D      | 44     |
| 41              | GT     | 71  | Racing Engineering            | Robin Donovan Terry Lingner Chris MacAllister             | Porsche 911 GT3-RS       | Porsche 3.6L Flat-6              | D      | 44     |
| 42              | LMP900 | 18  | Pescarolo Sport               | Emmanuel Clérico Didier Cottaz Boris Derichebourg         | Courage C60              | Peugeot A32 3.2L Turbo V6        | M      | 42     |
| 43              | LMP900 | 4   | Johansson Motorsport          | Stefan Johansson Tom Coronel Patrick Lemarié              | Audi R8                  | Audi 3.6L Turbo V8               | M      | 35     |
| 44              | LMP675 | 34  | MG Sport & Racing Ltd.        | Anthony Reid Warren Hughes Jonny Kane                     | MG-Lola EX257            | MG AER XP20 2.0L Turbo I4        | M      | 30     |
| 45              | LMP675 | 37  | Dick Barbour Racing           | John Graham Milka Duno David Murry                        | Reynard 01Q-LM           | Judd GV675 3.4L V8               | G      | 4      |
| 46              | GTS    | 61  | Konrad Motorsport             | Walter Brun Toni Seiler Charles Slater                    | Saleen S7-R              | Ford 7.0L V8                     | G      | 4      |
| 47              | GTS    | 57  | Equipe de France FFSA         | David Terrien Jonathan Cochet Jean-Philippe Dayraut       | Chrysler Viper GTS-R     | Chrysler 8.0L V10                | M      | 4      |
| 48              | LMP675 | 35  | S & R Rowan Racing Ltd.       | Warren Carway Martin O’Connell François Migault           | Pilbeam MP84             | Nissan AER VQL 3.0L V6           | A      | 3      |

### Nur in der Meldeliste
Hier finden sich Teams, Fahrer und Fahrzeuge die ursprünglich für das Rennen gemeldet waren, aber aus den unterschiedlichsten Gründen daran nicht teilnahmen.
| Pos. | Klasse | Nr. | Team                          | Fahrer                                                                                              | Chassis                | Motor                          | Reifen |
| ---- | ------ | --- | ----------------------------- | --------------------------------------------------------------------------------------------------- | ---------------------- | ------------------------------ | ------ |
| 49   | LMP675 | 31  | Rachel Welter                 | Sylvain Boulay Jean-Bernard Bouvet Richard Balandras Yann Goudy Jean-René de Fournoux Yōjirō Terada | WR LMP01               | Peugeot 2.0L Turbo I4          | M      |
| 50   | LMP675 | 39  | ROC Auto                      | Jordi Gené Pascal Fabre Jean-Denis Delétraz Mark Smithson Peter Owen                                | Reynard 2KQ-LM         | Volkswagen HPT16 2.0L Turbo I4 | M      |
| 51   | GT     | 78  | Freisinger Motorsport         | Andrea Garbagnati Xavier Pompidou Alexei Igorewitsch Wassiljew Nikolai Fomenko                      | Porsche 911 GT3-RS     | Porsche 3.6L Flat-6            | Y      |
| 52   | GT     | 81  | Larbre Compétition            | Pierre Yver Roland Bervillé Bernard Simmenauer Bruno Eichmann                                       | Porsche 911 GT3-RS     | Porsche 3.6L Flat-6            | M      |
| 53   | GTS    | 59  | Saleen-Allen Speedlab         | Terry Borcheller Oliver Gavin Ron Johnson Tommy Kendall Chris Bingham                               | Saleen S7-R            | Ford 7.0L V8                   | G      |
| 54   | GTS    | 73  | Team Taisan Advan             | | Porsche 911 GT3-RS     | Porsche 3.6L Flat-6            | Y      |
| 55   | LMP900 |     | Viper Team Oreca              | | Chrysler LMP           | Chrysler Mopar 6.0L V8         | M      |
| 56   | LMP900 |     | Kremer Racing                 | | Lola B98/K             | Ford Roush 6.0L V8             | G      |
| 57   | LMP900 |     | Konrad Motorsport             | | Lola B2K/10            | Ford Roush 6.0L V8             | D      |
| 58   | LMP900 |     | Sezio Florida Racing Team     | Edouard Sezionale Patrice Roussel                                                                   | Norma M2000            | BMW M5 Mader HMR 4.0L V8       | G      |
| 59   | LMP900 |     | Redman Bright                 | Mark Smithson Peter Owen Win Percy                                                                  | Reynard 01Q            | Judd GV675 3.4L V8             | A      |
| 60   | LMP900 |     | Westward Racing Group Lanesra | Justin Bell Jay Cochran Dean Boss                                                                   | Panoz LMP-1 Roadster S | Élan 6L8 6.0L V8               | M      |
| 61   | LMP900 |     | Westward Racing Group Lanesra | | Panoz LMP-1 Roadster S | Élan 6L8 6.0L V8               | M      |
| 62   | LMP900 |     | Dyson Racing                  | Rob Dyson Elliott Forbes-Robinson                                                                   | Riley & Scott Mk IIIC  | Ford V8                        |        |
| 63   | LMP675 |     | Gunnar Racing                 | Gunnar Jeanette Mike Brockman Wayne Jackson                                                         | Lola B2K/40            | Porsche 2.0L Turbo Flat-6      | D      |
| 64   | LMP675 |     | Sportscar Racing Team Sweden  | Stanley Dickens Thed Björk                                                                          | Lola B2K/40            | Nissan 3.0L V6                 | A      |
| 65   | LMP675 |     | ROC Auto                      | | Reynard 2KQ-LM         | Volkswagen HPT16 2.0L Turbo I4 | M      |
| 66   | LMP675 |     | Didier Bonnet                 | | Debora LMP200          | BW 3.2L V8                     | A      |
| 67   | LMP675 |     | Idée Verte Compétition        | Romain Thiévin Laurent Gamelon Dominique Lacaud                                                     | WR LM2000              | Peugeot LPG 2.0L Turbo I4      |        |
| 68   | LMP675 |     | Multimatic Motorsport         | Greg Wilson Scott Maxwell                                                                           | Lola B2K/40            | Nissan 3.0L V6                 |        |
| 69   | LMGTP  |     | Michel Ferté                  | Michel Ferté                                                                                        | Lotus Elise GT1        | Lotus 3.5L V8                  |        |
| 70   | GTS    |     | Carsport Holland              | Mike Hezemans Jeroen Bleekemolen John Hugenholtz                                                    | Chrysler Viper GTS-R   | Chrysler 8.0L V10              | M      |
| 71   | GTS    |     | Carsport Holland              | Jeroen Bleekemolen Michael Bleekemolen Sebastiaan Bleekemolen                                       | Chrysler Viper GTS-R   | Chrysler 8.0L V10              | M      |
| 72   | GTS    |     | Chamberlain Motorsport        | Tim Harvey Rob Wilson                                                                               | Chrysler Viper GTS-R   | Chrysler 8.0L V10              |        |
| 73   | GTS    |     | First Racing                  | Fabien Giroix Jean-Denis Delétraz                                                                   | Ferrari F550 Maranello | Ferrari 6.0L V12               |        |
| 74   | GT     |     | Jean-Michel Bouresche         | Philippe Alliot David Hallyday                                                                      | Porsche 911 GT3-R      | Porsche 3.6L Flat-6            |        |
| 75   | GT     |     | Emka Productions              | Tim Sugden                                                                                          | Porsche 911 GT3-R      | Porsche 3.6L Flat-6            | D      |
| 76   | GT     |     | Estoril Racing                | Manuel Monteiro Michel Monteiro                                                                     | Porsche 911 GT3-R      | Porsche 3.6L Flat-6            |        |
| 77   | GT     |     | Dick Barbour Racing           | | Porsche 911 GT3-R      | Porsche 3.6L Flat-6            | M      |
| 78   | GT     |     | Kremer Racing                 | | Porsche 911 GT3-R      | Porsche 3.6L Flat-6            |        |
| 79   | GT     |     | Manthey Racing                | François Migault Kersten Jodexnis Gustl Spreng                                                      | Porsche 911 GT3-R      | Porsche 3.6L Flat-6            |        |
| 80   | GT     |     | Skea Racing                   | David Murry Rohan Skea Doc Bundy                                                                    | Porsche 911 GT3-R      | Porsche 3.6L Flat-6            |        |
| 81   | GT     |     | JMB Giesse                    | Marco Lambertini Andrea Garbagnati David Hallyday                                                   | Ferrari 360 Modena     | Ferrari 3.6L V8                |        |
| 82   | GT     |     | JMB Giesse                    | David Terrien Christian Pescatori Philippe Alliot                                                   | Ferrari 360 Modena     | Ferrari 3.6L V8                |        |

### Klassensieger
| Klasse | Fahrer       | Fahrer              | Fahrer            | Fahrzeug                | Platzierung im Gesamtklassement |
| ------ | ------------ | ------------------- | ----------------- | ----------------------- | ------------------------------- |
| LMP900 | Frank Biela  | Tom Kristensen      | Emanuele Pirro    | Audi R8                 | Gesamtsieg                      |
| LMP675 | Jordi Gené   | Jean-Denis Delétraz | Pascal Fabre      | Reynard 2KQ-LM          | Rang 5                          |
| LMGTP  | Andy Wallace | Butch Leitzinger    | Eric van de Poele | Bentley EXP Speed 8     | Rang 3                          |
| GTS    | Ron Fellows  | Scott Pruett        | Johnny O’Connell  | Chevrolet Corvette C5-R | Rang 8                          |
| GT     | Gabrio Rosa  | Fabio Babini        | Luca Drudi        | Porsche 911 GT3-RS      | Rang 6                          |

### Renndaten
- Gemeldet: 82
- Gestartet: 48
- Gewertet: 20
- Rennklassen: 5
- Zuschauer: 210.000
- Ehrenstarter des Rennens: unbekannt
- Wetter am Rennwochenende: heftiger Regen
- Streckenlänge: 13,605 km
- Fahrzeit des Siegerteams: 24:08:05.892 Stunden
- Runden des Siegerteams: 321
- Distanz des Siegerteams: 4367,200 km
- Siegerschnitt: 180.949 km/h
- Pole Position: Rinaldo Capello – Audi R8 (#2) – 3:32.429 = 230,562 km/h
- Schnellste Rennrunde: Laurent Aiello – Audi R8 (#2) – 3:39.046 = 223,597 km/h
- Rennserie: zählte zu keiner Rennserie